# Bitwa pod Alcácer-Quibir
Bitwa pod Alcácer-Quibir (Alcazarquivir, Al-Kasr al-Kabir) – bitwa trzech króli, która miała miejsce 4 sierpnia 1578 roku pomiędzy koalicją króla Portugalii Sebastiana i pretendenta do marokańskiego tronu w Fezie Abu Abdullaha Muhammada II a ówczesnym władcą Fezu i całego Maroka – sułtanem Abu Marwanem Abd al-Malikiem I z dynastii Saadytów.
Był to początek a zarazem zmierzch śmiałych krucjat antymuzułmańskich podjętych przez Sebastiana wbrew przestrogom króla Hiszpanii Filipa II i papieża Grzegorza XIII.
Koalicja poniosła druzgocącą klęskę. Zginęło 8 tys. żołnierzy portugalskich, a blisko 15 tys. trafiło do marokańskiej niewoli. Zmusiło to Portugalię do wykupu jeńców wojennych za niebotyczną sumę, co nieomal doprowadziło do bankructwa skarb państwa.
Wszyscy trzej głównodowodzący władcy polegli w bitwie, a ciała króla Sebastiana nigdy nie odnaleziono, co dało podstawy do powstania mesjanistycznego ruchu sebastianizmu.